# 해리 (화학)
해리(解離, 영어: dissociation)는 착물이나 분자 및 소금 따위가 분리 또는 분열하여, 보다 작은 분자나 이온 또는 라디칼이 생기는 과정이다. 또한, 해리반응은 많은 경우에 있어서 가역반응이다.
공유결합이 단절되는 경우에는, 동의어로서 개열(開裂, 영어: cleavage)이라고도 부른다. 소금이 이온으로 나뉘는 해리에 대해서는 전리(電離, 영어: ionization)라고도 부른다.
해리의 반의어(역반응)는 결합이나 재결합이다. 작은 분자로 분리되는 경우에는, 회합도 반의어가 된다.

## 해리정수
다음 식에서 나타나는 화학평형 상태에 있는 가역적 해리에 대하여, 
{\displaystyle {\rm {AB\ {\overrightarrow {\longleftarrow }}\ {\rm {A+B}}}}}
해리정수는 아래의 식에서 요구된다.
{\displaystyle K_{d}={\frac {\rm {[A][B]}}{\rm {[AB]}}}}
여기서 [X]는 기질X의 농도를 나타낸다. 해리정수 Kd는 해리된 화합물과 해리되지 않은 화합물과의 비(比)이다.
회합정수(결합정수) Ka는 해리정수 Kd의 가역이다.
생화학 분야나 산염기의 의론에서는, 해리정수를 다루는 일이 많다. 반대로, 초분자 화학이나 호스트-게스트 화학에서는 회합정수의 대소로 회합능력의 평가를 이루는 경우가 많다.

## 소금
물과 같은 용매에 소금을 용해시키면 생기는 소금의 해리는, 구체적으로는 음이온과 양이온이 분리되는 것, 즉 전리를 의미한다. 이것은 용매를 증발시키는 것으로 소금으로 되돌리는 것이 가능하다.

## 산염기 반응
용액 중에서 브론스테드산의 해리는 프로톤 H+의 유리(遊離)를 의미한다. (「산과 염기」 문서를 참조) 이 반응은 해리와 재결합이 동시에 생기는 평형반응이다. 산해리정수(酸解離定數) Ka는 산성도의 척도로서 쓰인다. 보다 강한 산(酸)일수록, 보다 큰 Ka 값과 작은 pKa 값을 가진다. (pKa = −logKa)

## 공유결합의 개열
공유결합이 개열되는 경우에, 그 형식을 공유결합을 이루고 있던 2개의 전자의 움직임에 따라, 크게 호몰리틱 개열(호몰리시스)과 헤테롤리틱 개열(헤테롤리시스)로 나눈다.
호몰리틱 개열은, 2개의 전자가 개열 후에 갈라진 2개의 원자로 1개씩 남는 형식이다. 통상은 2개의 라디칼이 생성된다.
{\displaystyle {\ce {R-R' -> {R.}+ {R'.}}}}
헤테롤리틱 개열은, 2개의 전자 모두 갈라진 원자 중 어느 한쪽으로 이동하는 형식이다. 통상은 양이온과 음이온이 1개씩 생성된다.
{\displaystyle {\ce {R-R'->{R^{-}}+{R^{+}}}}}
질량분석계 따위에서 일어나는 분자의 프래그먼트화는, 전자를 빼앗기거나 이온성의 화학종이 부가되는 것을 계기로 하여, 헤테롤리틱 개열이나 호몰리틱 개열의 과정에서 일어난다.

## 수용체
수용체는 작은 분자 리간드와 결합하는 단백질이다. 해리정수 Kd는, 리간드와 리셉터와의 친화성의 척도로서 쓰인다. 수용체와의 친화성이 큰 리간드일수록 Kd는 보다 작은 값을, pKd는 보다 큰 값을 가진다.

## 같이 보기
- 결합 해리 에너지
- 광분해